# Jean Moulin (homme politique, 1924)
Pour les articles homonymes, voir Moulin (homonymie) et Jean Moulin (homonymie).
Jean Moulin, né le 17 juillet 1924 à Thueyts, est un homme politique français.

## Biographie
Issu d'une famille originaire de Montpezat-sous-Bauzon, Jean Moulin fait ses études à l'École Nationale Vétérinaire de Lyon, il en sort major en 1947 et c'est naturellement qu'il rentre en Ardèche exercer sa profession de vétérinaire à Aubenas. La carrière politique de Jean Moulin débute en 1961, quand il se présente aux élections cantonales dans le canton de Montpezat mais il est battu par le notaire Jean Ollier. La dissolution de l'Assemblée Nationale en 1962, lui permet de se présenter aux élections législatives dans la 3e circonscription de l'Ardèche comme candidat investi par le MRP où il est élu face au député gaulliste Albert Liogier. avec 55,19 % contre 44,81 % et il rejoint le groupe des Jeunes Députés. Durant son premier mandat, Jean Moulin intervient régulièrement au parlement sur les questions économiques, sociales ou culturelles, mais en 1964, il est battu aux cantonales à  Thueyts face au docteur Jean Delenne (PCF), l'année suivante il soutient la candidature de  Jean Lecanuet à la présidentielle de 1965.
Moulin est réélu lors des Élections législatives françaises de 1967 face au candidat communiste Delenne avec 62,26 % et quelque temps plus tard, il fait son entrée au conseil général de l'Ardèche comme représentant du canton de Valgorge ou il fut élu au premier tour. Durant son second mandat de député, Jean Moulin devient vice-président du groupe PDM et son opposition au gouvernement Pompidou lui coûtera peut être une place de secrétaire d'état. Mais les événements de mai 1968, pousse le général de Gaulle à dissoudre l'Assemblée nationale et Moulin se présente à nouveau, mais il doit faire face à une triangulaire et il est battu par son prédécesseur Albert Liogier en recueillant 33,48 % contre 42,49 % pour Liogier. Il fait partie des huit fondateurs du CDP avec Jacques Duhamel et Joseph Fontanet en 1969 et il en sera délégué national. Candidat à la mairie d'Aubenas en mars 1971, sa liste est entièrement élue et le 27 mars suivant, Jean Moulin devient maire d'Aubenas en remplacement de son ami Pierre Charnay.
À la tête de la cité albenassienne, Moulin décide de réorganiser les services municipaux et met en place le projet du lycée technique (aujourd'hui lycée Astier) mais il démissionne deux ans plus tard à la suite de sa défaite aux législatives de mars 1973 où le maire est battu dans sa ville pour une cinquantaine de voix et Jean Moulin est remplacé par son premier adjoint Bernard Hugo. En mars 1977, Moulin est élu maire de Thueyts et il conservera cette fonction jusqu'en juin 1995. Comme maire de Thuyets, il met en place la nouvelle mairie, l'achat et la réhabilitation du château du Blou, ainsi que la construction de la salle des fêtes, et de bibliothèques. De nouveau candidat pour les Élections législatives françaises de 1978, il est battu au premier tour mais en mars 1981, Valéry Giscard d'Estaing le nomme membre du Conseil Économique et Social, au titre des personnalités qualifiées. Le 21 mars 1982, il est élu conseiller général pour le Canton de Thueyts en battant le communiste René Vidal. Grâce à cette élection Henri Torre, le prend comme vice-président du conseil général de l'Ardèche. Auparavant, Moulin avait démissionné de la présidence de l'UDF 07 à la suite de la crise départementale de l'UDF en 1981. Réélu conseiller général le 3 octobre 1988 contre Émilien Perre avec 56 % , Moulin conserve la 1re vice présidence du département mais le 27 mars 1994, Jean Moulin est battu par le DVG Gérard Bruchet maire de Meyras en recueillant 45,76 % des voix contre 54,24 % pour Bruchet. L'année suivante, il ne se représente pas aux municipales à Thueyts et c'est Daniel Teston qui lui succède à la mairie.
Il fut aussi pendant plus de dix ans président du Comité départemental du tourisme.

## Détail des fonctions et des mandats
Mandats
- 6 décembre 1962 - 30 juin 1968 : Député de la 3e circonscription de l'Ardèche
- 24 septembre 1967 - 21 mars 1982 : Conseiller général du canton de Valgorge
- 27 mars 1971 - 7 mars 1973 : Maire d'Aubenas
- 18 mars 1977 - 25 juin 1995 : Maire de Thueyts
- 21 mars 1982 - 27 mars 1994 : Conseiller général du canton de Thueyts
- 23 mars 1982 - 2 avril 1992 : 1er Vice-Président du conseil général de l'Ardèche